# 대한민국 민법 제781조
대한민국 민법 제781조는 자의 성과 본에 대한 친족법 조문이다. 

## 조문
제781조(자의 성과 본) ① 자는 부의 성과 본을 따른다. 다만, 부모가 혼인신고시 모의 성과 본을 따르기로 협의한 경우에는 모의 성과 본을 따른다.
②부가 외국인인 경우에는 자는 모의 성과 본을 따를 수 있다.
③부를 알 수 없는 자는 모의 성과 본을 따른다.
④부모를 알 수 없는 자는 법원의 허가를 받아 성과 본을 창설한다. 다만, 성과 본을 창설한 후 부 또는 모를 알게 된 때에는 부 또는 모의 성과 본을 따를 수 있다.
⑤혼인외의 출생자가 인지된 경우 자는 부모의 협의에 따라 종전의 성과 본을 계속 사용할 수 있다. 다만, 부모가 협의할 수 없거나 협의가 이루어지지 아니한 경우에는 자는 법원의 허가를 받아 종전의 성과 본을 계속 사용할 수 있다.
⑥자의 복리를 위하여 자의 성과 본을 변경할 필요가 있을 때에는 부, 모 또는 자의 청구에 의하여 법원의 허가를 받아 이를 변경할 수 있다. 다만, 자가 미성년자이고 법정대리인이 청구할 수 없는 경우에는 제777조의 규정에 따른 친족 또는 검사가 청구할 수 있다.
[전문개정 2005.3.31]

## 해설
본 조항으로 인해 아이에게 어머니의 성을 물려주고 싶은 경우에는 이혼하고 다시 결혼하든지 막대한 비용을 들여 법원에 자녀의 성본변경을 신청하고 승소하든지 둘 중 방법을 선택해야 하며 이혼가정 자녀가 어머니를 따라 살 경우에도 아버지의 성본을 따르면 생활상 불편함이 따른다는 것을 '증명'해야 성본을 바꿀 수 있으며 아버지가 승낙하지 않거나 연락이 두절될 경우 성본 변경에 큰 어려움이 따른다.

## 같이 보기
- 부성우선주의

## 참고 문헌
- 이기수, 여자의 성은 뭐지?, 도서출판다웅, 2018. ISBN 979-11-9622-374-8
- 정주수. (2019, 5). 출생자녀의 「성·본(性·本) 규정(민법 제781조)」에 관한 고찰. 사법행정, 60(5), 60-82.